# Julius Friedrich Knüppeln

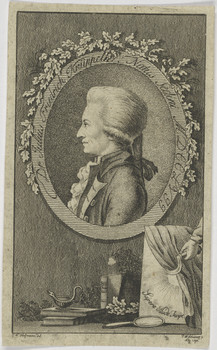
Paul Wolfgang Schwarz: Julius Friedrich Knüppeln (1790)

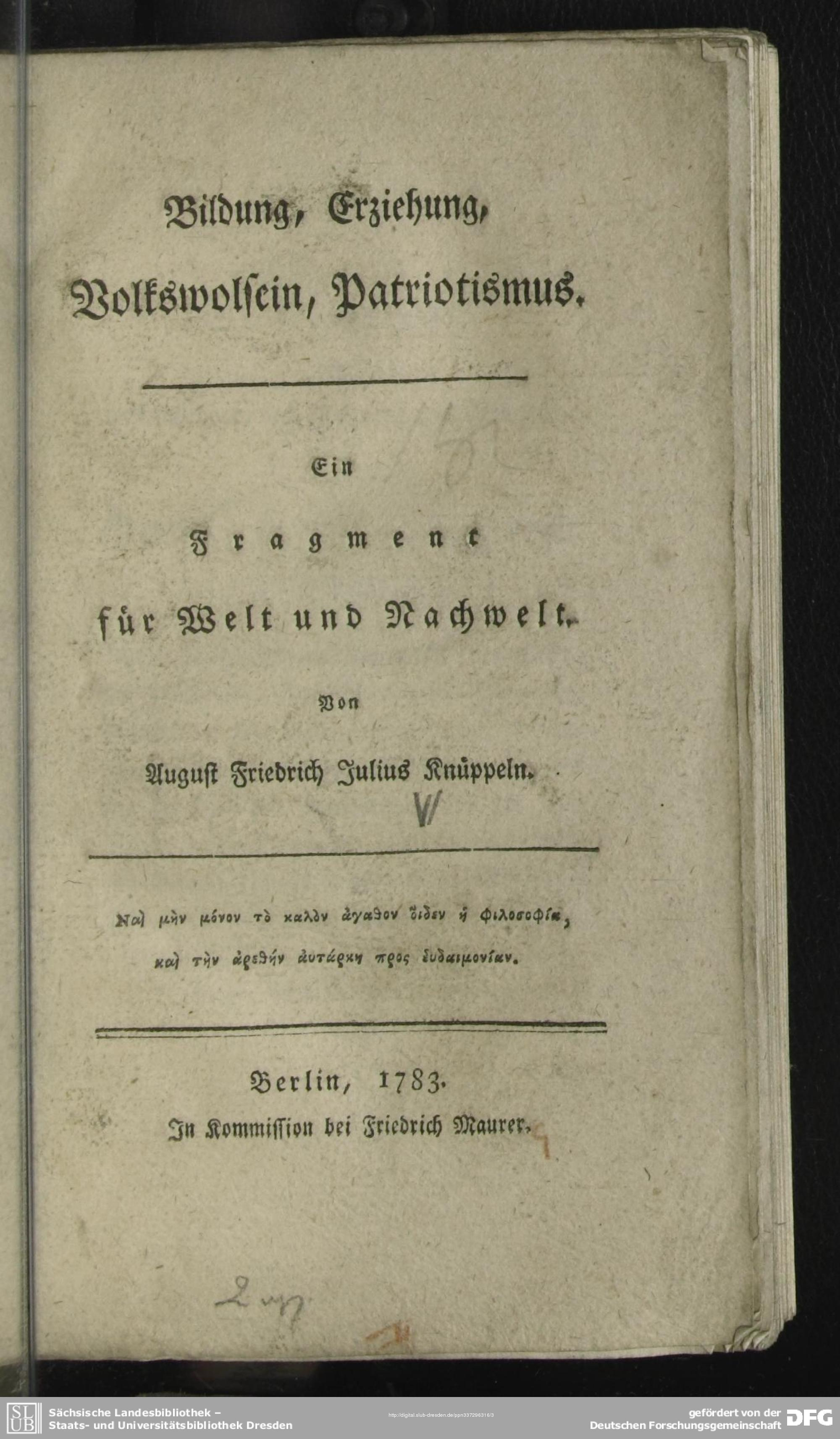
Bildung (1783)

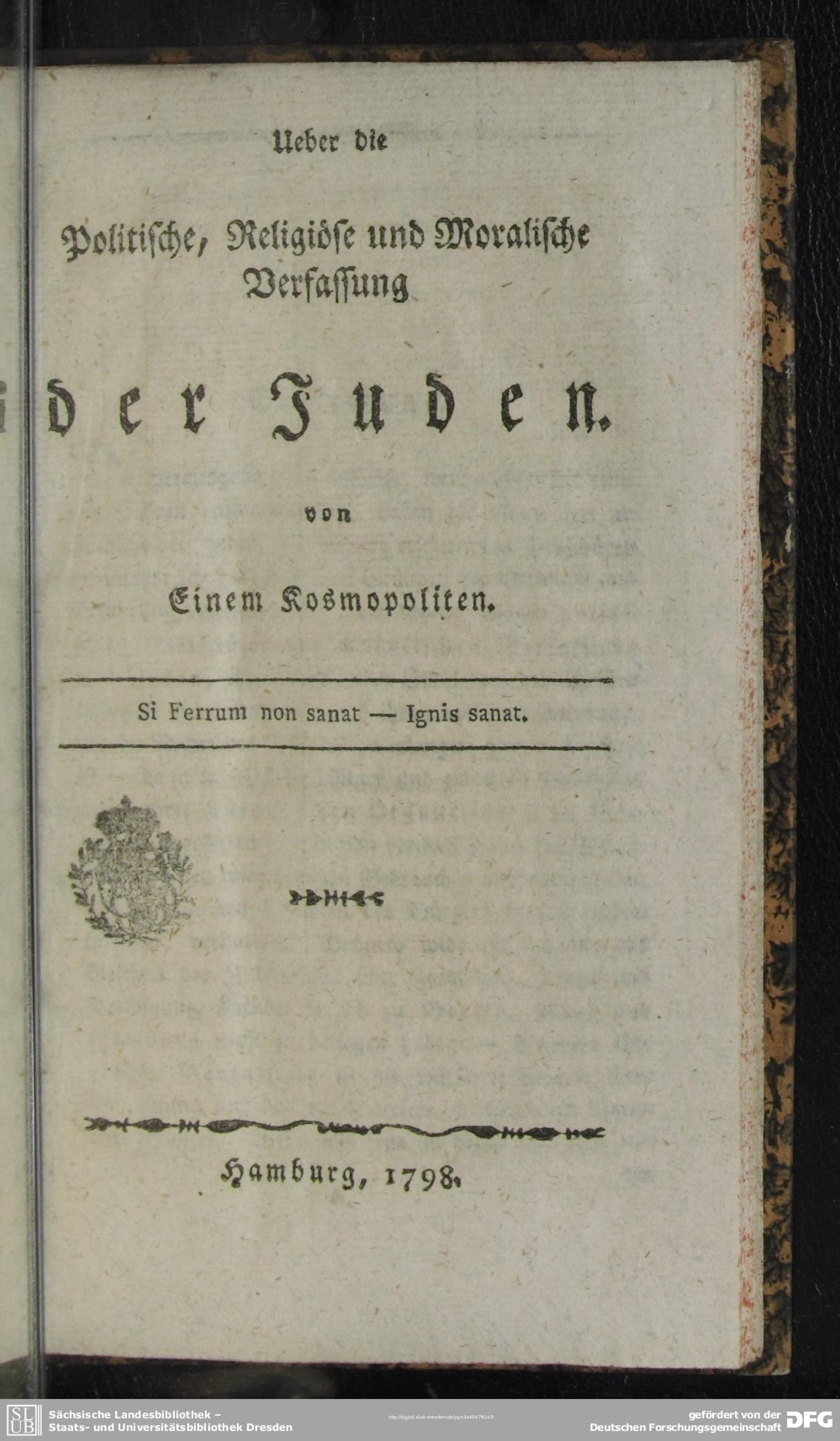
Ueber die Politische, Religiöse und Moralische Verfassung der Juden (1798)

Julius Friedrich Knüppeln (geboren 9. September 1757 in Stettin; gestorben 8. November 1840 in Altona, Königreich Dänemark) war ein deutscher Schriftsteller.  

## Leben
Julius Friedrich Knüppeln besuchte das Joachimsthalsche Gymnasium in Berlin. Ab 1776 studierte er Jura in Leipzig und wurde dort 1778 promoviert. Möglicherweise wurde er zusätzlich zum Doktor der Philosophie promoviert. Er lebte zunächst in Berlin und ab 1787 in Hamburg und im benachbarten Altona. Laut einer Angabe in der Zeitschrift Hamburg und Altona aus dem Jahr 1802 verfasste er Biografien, Flug- und Streitschriften über Moral und Pädagogik und schrieb Schauspiele. Sein Bruder Friedrich Ludwig Wilhelm Knüppeln (1759–1792) war königlich preußischer Kriegs- und Steuerrat in Frankfurt an der Oder, dessen Gedichte er postum herausbrachte. 
Mit Carl Christoph Nencke gab er die Philosophische und litterarische Monatsschrift heraus. Ab 1817 publizierte er in der Zeitung Hamburger Beobachter. 
Die anonym 1791 in Leipzig herausgegebene Schrift Ueber die Politische, Religiöse und Moralische Verfassung der Juden („von einem Kosmopoliten“) wird gemeinhin Carl Wilhelm Friedrich Grattenauer zugeschrieben. Das Lexikon der Schleswig-Holstein-Lauenburgischen und Eutinischen Schriftsteller aus dem Jahr 1829 führt sie unter den Schriften Knüppelns auf.

## Schriften (Auswahl)
- Bildung, Erziehung, Volkswolsein, Patriotismus. Berlin : Maurer, 1783
- Charakteristik von Berlin, Stimme eines Kosmopoliten in der Wüsten. Berlin, 1784
- Die Rechte der Natur und Menschheit, entweiht durch Menschen Szenen aus der heutigen Welt, für den Menschen, Bürger und Richter. Berlin, 1784
- Charakteristik von Berlin. München, 1784
- Thomas Morus : Ein Trauerspiel in fünf Aufzügen samt seinem Leben. München, 1786
- Dem Andenken Seines Königs, Friedrichs des Einzigen. 1786
- anonym: [mit Christian Ludwig Paalzow, Carl Christoph Nencke (Hrsg.)]: Büsten berlinscher Gelehrten und Künstler mit Devisen. Franzen, 1787
- anonym: Der Geist Friedrichs des Einzigen. Berlin, 1788
- anonym: Widerlegung der Schrift des Ritters von Zimmermann über Friedrich den Grossen von einem Wahrheits-Freunde. Berlin, 1788
- Ueber Religion, Deismus, Aufklärung und Gewissensfreyheit. Berlin, 1788
- Ueber den Selbstmord : Ein Buch für die Menschheit. Gera : In der Bekannschen Buchhandlung, 1790
- Stimme eines Kosmopoliten: Ueber die physische und moralische Verfassung der heutigen Juden. Leipzig, 1791
  - von einem Kosmopoliten: Ueber die Politische, Religiöse und Moralische Verfassung der Juden. Leipzig, 1798
- Gemälde von dem Leben und Character, den Meinungen und Schriften des Philosophen F.M.A. von Voltaire. Leipzig : Hilscher, 1792
- mit Julius Friedrich Knüppeln: Gedichte. Görlitz : Schöne, 1793
- Über die glückliche Verfassung des preussischen Staats. Berlin : In Kommission bei F. Maurer, 1793
- von einem Deutschen: Gemälde von Buonaparte. Hamburg, 1798
- anonym: Eumenia : Ein philosophisches Glaubensbekenntnis, als Selbstgespräche. Lübeck ; Leipzig, 1800